# Nick Renooij
Nick Renooij (Alkmaar, 13 januari 1981) is een Nederlands journalist en presentator.

## Biografie

### Jeugd en opleiding
Renooij groeide op in Alkmaar en studeerde vanaf zijn twintigste aan de School voor Journalistiek in Utrecht. Tijdens zijn studie werkte hij voor het Noordhollands Dagblad en liep hij stage bij het NOS Jeugdjournaal. Hij werd daarna aangenomen als bureauredacteur. In 2006 werd hij verslaggever van het programma en sinds 2010 presenteert hij de uitzendingen van het Jeugdjournaal ook vanuit de studio. Sinds 2013 is Renooij ook te zien als verslaggever bij het NOS Journaal. Bij laatstgenoemde was hij in de zomer van 2015 ook te zien als nieuwslezer.
Hij presenteerde op 21 maart 2017 zijn laatste Jeugdjournaal.

### Carrière
In 2008 en 2012 deed Renooij voor het Jeugdjournaal verslag van het Europees Kampioenschap voetbal. In juni 2009 bezocht hij als eerste verslaggever van het NOS Jeugdjournaal een oorlogsgebied. Hij deed een week lang verslag vanuit Afghanistan. In 2010 bezocht Renooij de rampplek van het ongeluk met een toestel van Afriqiyah Airways in Libië, waarbij 103 mensen omkwamen. In 2014 en 2015 was hij voor het NOS Journaal bij het Eurovisiesongfestival in Kopenhagen en Wenen, waar hij de verrichtingen van de Nederlandse inzendingen The Common Linnets en Trijntje Oosterhuis volgde. Renooij is ook zanger van de Alkmaarse coverband Lynx.